# Scream (Sergei-Lasarew-Lied)
Scream (engl. für Schrei) ist ein Lied des russischen Sängers Sergei Lasarew und der Wettbewerbsbeitrag des Landes zum Eurovision Song Contest 2019 in Tel Aviv in Israel. Lasarew trat das zweite Mal beim Song Contest an, nach dem er in Stockholm 2016 Platz drei erreichen konnte. Der Song qualifizierte sich im zweiten Halbfinale am 16. Mai 2019 für das Finale; in diesem erreichte Lasarew erneut Platz drei.

## Musik und Text
Es handelt sich bei Scream um eine dramatische Popballade, die vorab wegen der orchestralen Untermalung mit einem Filmsoundtrack von Hans Zimmer verglichen wurde. Lasarew sagte, es sei ein komplett anderes Genre als bei You Are the Only One 2016. „So kann ich mich von einer anderen Seite zeigen.“ Er kündigte an, der Auftritt in Tel Aviv werde deutlich emotionaler werden als der vorhergehende. Im Songtext, in dem es offenbar um Abschied und Trennung geht, heißt es: „No, I can’t stay here longer / You cannot make me cry / So I will leave you to wonder / What will become of our lives“.

## Hintergrund
Der Song wurde vom ESC-erfahrenen Team aus Filipp Kirkorow, Sharon Vaughn und Dimitris Kontopoulos geschrieben und von Kirkorow und Kontopoulos produziert. Er war Russlands Beitrag zum Eurovision Song Contest 2019, nachdem Lasarew intern vom russischen Staatsfernsehen ausgewählt wurde. Das aufwendig produzierte Musikvideo wurde von Game of Thrones inspiriert.
Das Lied wurde unter Beteiligung des Moskauer Symphonieorchesters (Московский Симфонический Оркестр) eingespielt.

## Veröffentlichung und Rezeption
Am 9. März 2019 wurde der Song der Öffentlichkeit vorgestellt und erschien auch als Single. Laut.de schrieb: „Im breiten Feld der diesjährigen Balladen sticht das hochdramatisch inszenierte Scream heraus.“ Von den Buchmachern wird der Song zu den Favoriten gezählt. Im Rahmen der Feierlichkeiten des Russlandtages stellte Lasarew am 12. Juni 2019 eine russischsprachige Version des Titels mit dem Namen „Krik“ (Крик) vor.

## Eurovision Song Contest
Bei der Auslosung der Halbfinale wurde Russland in das zweite Halbfinale am 16. Mai 2019 gelost; Sergei Lasarew führte Scream an 13. Stelle auf und erreichte Platz sechs. Im Finale am 18. Mai 2019 schaffte er es dann, an fünfter Stelle gesungen, auf Platz drei mit 370 Punkten. Der Backgroundgesang wurde von Erik Segerstedt, Jennie Jahns, Adam Svensson und Simon Lingmerth geliefert. Für die Inszenierung zeigte sich Fokas Evangelinos verantwortlich.